# Estação Casa de l'Aigua

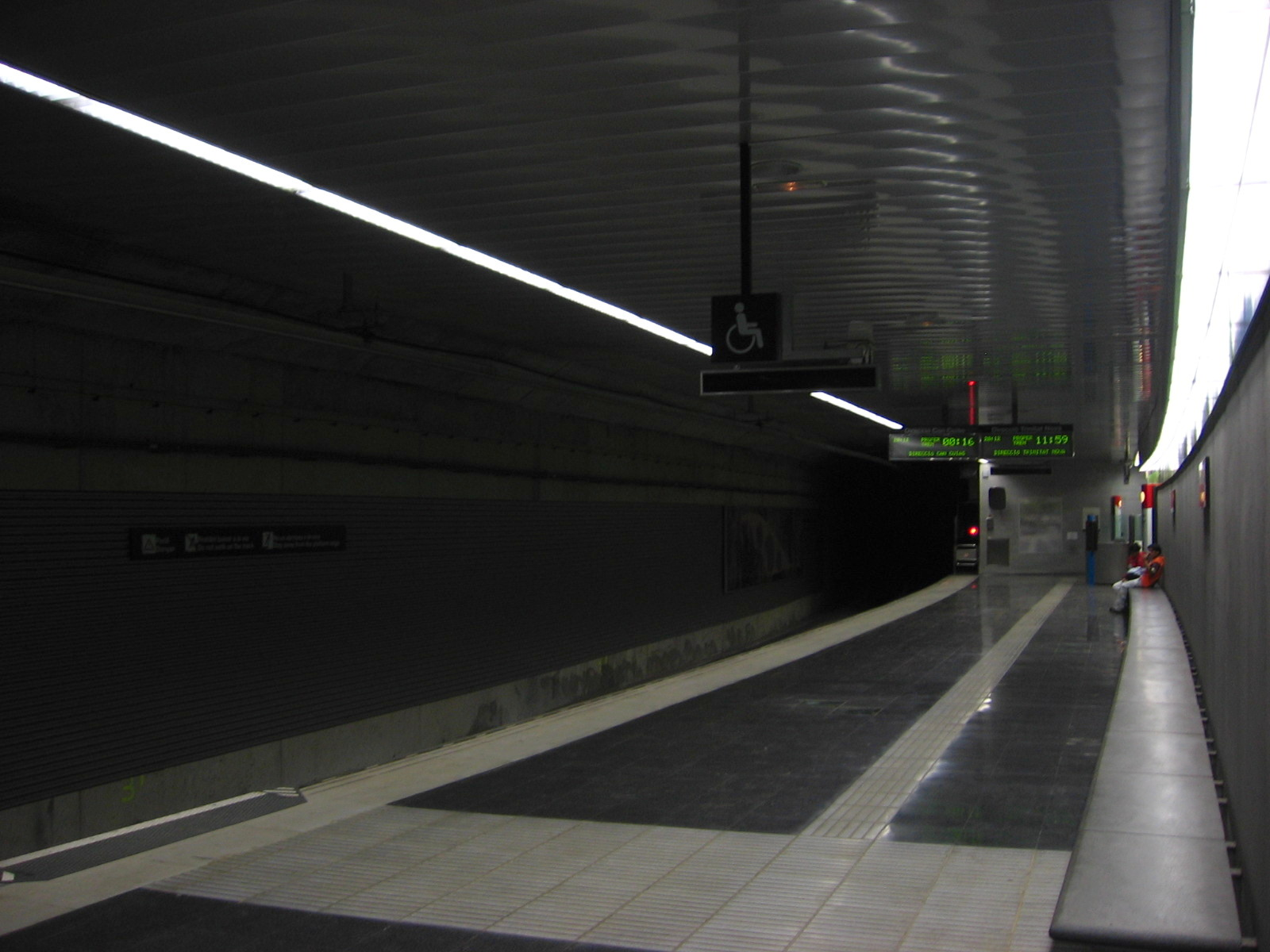
Estação Casa de l'Aigua em 2005.

Casa de l'Aigua é uma estação da linha Linha 11 do Metro de Barcelona, que entrou em serviço em 2003, com a inauguração desta linha entre Trinitat Nova e Can Cuiàs.

## Características
A estação é subterrânea e está localizado no bairro Nou Barris de Barcelona, próximo à rua Aiguablava, no final das oficinas das linhas 4 e 11, o pátio de estacionamento pode ser visto da plataforma e tem um único nível. O acesso é feito pela rua Aiguablava, onde se entra no átrio que tem máquinas de bilhetes, portas de controle de acesso à plataforma e um centro de controle. No mesmo nível, os trens circulam em uma única via com plataforma lateral, à direita voltada para Can Cuiàs.